# Johan Klang
Johan Klang, född den 16 juli 1885 i Vitaby socken, död den 10 november 1963 i Kyrkhult, var en svensk byggnadsarbetare och författare.

## Biografi
Föräldrar var arbetaren Nils Persson Klang och Johanna Kjellqvist. Hans utbildning bestod av folkskola åtföljd av korrespondensstudier. Klang medarbetade i flera tidningar, framför allt den socialdemokratiska, med berättelser och dikter. Hans stora teaterintresse resulterade i bidrag i folkparkernas tidskrift Folkparken och han företog uppläsningsturnéer, där han mestadels framförde verk av August Strindberg. 